# Kobra (Vjatka)
A Kobra  (oroszul: Кобра) folyó Oroszország európai részén, Komiföldön és a Kirovi területen; a Vjatka jobb oldali mellékfolyója.

## Földrajz
Hossza: 324 km, vízgyűjtő területe: 7810 km².
Komiföld déli részén, a Kojgorodoki járásban ered, többször élesen változtatja folyásirányát. A Kirovi területen jellemzően dél felé folyik és kb. 10 km-rel Nagorszk fölött egyesül a Vjatkával. 
Széles völgyben folyik, medre kanyargós, homokos. Szélessége bal oldali mellékfolyója, a Szoz (61 km) beömlésénél 30-40 m, de alsó folyásán sem haladja meg a 90 m-t.
Legnagyobb, jobb oldali mellékfolyója a Fjodorovka (139 km).

## Települések
Vízgyűjtő területe erdővel borított, gyéren lakott vidék. Felső folyása mentén, Komiföld Kojgorodoki járásában a 20. század első felében még több apró falu létezett, egyre csökkenő számú lakossággal. Utolsóként a folyó partjára épült Kobra falu szűnt meg 1976-ban.
A torkolat közelében, a Vjatka partján fekvő Nagorszk városi jellegű település, az azonos nevű járás székhelye.